# Miquel Brunet (organista)

## Biografia
Miquel Brunet (? - Girona, 14 d'octubre de 1757) fou un organista i membre de la capella de música de la Catedral de Girona, entre els anys 1715 i 1758, any de la seva defunció.
Va succeir a Joan Bosch i Verdalet, i la seva trajectòria com a membre de la capella de música és paral·lela a la de Tomàs Milans. Aquest últim va ser el mestre de capella justament des de 1714, any en què acabà la Guerra de Successió, tot i que ambdós van començar a exercir de facto el mateix any.
Miquel Brunet, a part de ser un membre de la plantilla musical de la capella, també es va encarregar de la mà de Tomàs Milans i Emmanuel Gònima de l'admissió de nous cantors per a aquesta, tot fent de jurat de les audicions dels instrumentistes, com ara les de violí i les d'arpa.Sembla que va romandre a la mateixa Catedral fins al final dels seus anys ja que no va ser fins a l'any del seu traspàs que es van convocar oposicions per a succeir-lo.